# Mounir Lazzez
Mounir Lazzez, né le 16 novembre 1987 à Sfax, est un pratiquant tunisien d'arts martiaux mixtes (MMA). Il combat au sein de l'Ultimate Fighting Championship (UFC) dans la division des poids welters.
Il est champion des poids welters du Desert Force Championship (en) en 2015.

## Biographie
Son premier combat à l'UFC se solde par une victoire face à Abdul Razak Alhassan (en) le 15 juillet 2020 lors de l'UFC on ESPN: Kattar vs. Ige (en) ; le combat obtient le bonus Fight of the Night.
Il s'incline par TKO face à Warlley Alves (en) le 10 janvier 2021 à l'UFC on ESPN: Chiesa vs. Magny (en).
Son troisième combat se déroule à l'UFC on ESPN: Luque vs. Muhammad 2 (en) le 16 avril 2022 lors duquel il bat Ange Loosa par décision unanime.

## Distinctions
- Desert Force Championship (en) (1) : champion des poids welters (2015)[4],[5]
- Ultimate Fighting Championship (1) : vainqueur du Combat de la nuit (Fight of the Night, 2020)[1]

## Palmarès
| 14 combats     | 11 victoires | 3 défaites |
| Par KO         | 8            | 1          |
| Par soumission | 0            | 1          |
| Sur décision   | 3            | 1          |

| Résultat | Record | Adversaire                | Méthode                                 | Événement                              | Date              | Round | Temps | Lieu                           | Notes                                                                  |
| -------- | ------ | ------------------------- | --------------------------------------- | -------------------------------------- | ----------------- | ----- | ----- | ------------------------------ | ---------------------------------------------------------------------- |
| Victoire | 1-0    | Andrew Connor             | KO (coups de poing)                     | Dubai FC 2                             | 8 janvier 2012    | 1     | 0:54  | Dubaï, Émirats arabes unis     |                                                                        |
| Victoire | 2-0    | Ashkan Mehrdadpoor        | TKO (coups de poing)                    | Dubai FC 3                             | 16 novembre 2012  | 1     | 2:25  | Dubaï, Émirats arabes unis     |                                                                        |
| Victoire | 3-0    | Anas Siraj Mounir         | KO (coup de pied à la tête)             | Desert Force (en) 10                   | 27 janvier 2014   | 3     | 1:15  | Amman, Jordanie                |                                                                        |
| Victoire | 4-0    | Amr Fathee Wahman         | KO (coup de pied à la tête)             | Desert Force (en) 11                   | 7 mars 2014       | 1     | 2:00  | Manama, Bahreïn                |                                                                        |
| Victoire | 5-0    | Mohamad Ghorabi           | TKO (coups de poing)                    | Desert Force (en) 16                   | 23 mars 2015      | 2     | 3:50  | Riyad, Arabie saoudite         | Champion poids welters                                                 |
| Victoire | 6-0    | Christophe Van Dijck      | Décision (unanimité)                    | Phoenix Fighting Championship 4: Dubai | 22 décembre 2017  | 3     | 5:00  | Dubaï, Émirats arabes unis     |                                                                        |
| Victoire | 7-0    | Dmitrijs Homjakovs        | TKO                                     | Brave CF (en) 16                       | 21 septembre 2018 | 2     | 4:15  | Abou Dabi, Émirats arabes unis | Catchweight (176 livres)                                               |
| Défaite  | 7-1    | Eldar Eldarov (ru)        | Décision (unanimité)                    | Brave CF (en) 23                       | 19 avril 2019     | 5     | 5:00  | Amman, Jordanie                | Catchweight (165 livres), concourt pour le titre en poids super-légers |
| Victoire | 8-1    | Sasha Palatnikov (en)     | TKO (frappes)                           | ADW: UAE Warriors (en) 8               | 18 octobre 2019   | 1     | 4:48  | Abou Dabi, Émirats arabes unis |                                                                        |
| Victoire | 9-1    | Arber Murati              | TKO (coups de genoux et de poings)      | Probellum MMA Dubai: Lazzez vs. Murati | 7 février 2020    | 1     | 0:59  | Dubaï, Émirats arabes unis     |                                                                        |
| Victoire | 10-1   | Abdul Razak Alhassan (en) | Décision (unanimité)                    | UFC on ESPN: Kattar vs. Ige (en)       | 15 juillet 2020   | 3     | 5:00  | Abou Dabi, Émirats arabes unis | Catchweight (174 livres), Combat de la nuit (Fight of the Night)       |
| Défaite  | 10-2   | Warlley Alves (en)        | TKO (coups de pied au corps)            | UFC on ESPN: Chiesa vs. Magny (en)     | 10 janvier 2021   | 1     | 2:35  | Abou Dabi, Émirats arabes unis |                                                                        |
| Victoire | 11-2   | Ange Loosa                | Décision (unanimité)                    | UFC on ESPN: Luque vs. Muhammad 2 (en) | 16 avril 2022     | 3     | 5:00  | Las Vegas, États-Unis          |                                                                        |
| Défaite  | 11-3   | Gabriel Bonfim            | Soumission (étranglement en guillotine) | UFC 283 (en)                           | 21 janvier 2023   | 1     | 0:49  | Rio de Janeiro, Brésil         |                                                                        |